# Jana z Azy
Blahoslavená Jana z Azy (cca 1140–1205) je matka svatého Dominika, zakladatele Řádu bratří kazatelů, a blahoslaveného Mannese de Guzmán.

## Život
Před Dominikovým narozením prý měla sen, že jí z klína vyskočil pes s hořící pochodní v tlamě. To mělo být předzvěstí toho, že její syn svým kázáním „zapálí“ celý svět.
Jejím manželem byl dle tradice rytíř Felix de Guzmán, celá rodina vynikala zbožností a Jana bývá popisovaná jako příkladná matka.

## Smrt a beatifikace
Jana zemřela v roce 1205 v Calerueze, blahořečil ji roku 1828 papež Lev XII.